# Ghețari
Ghețari [ˈgetsarʲ] oder Ghețar (ungarisch Gyeszár) ist ein rumänisches Dorf im Kreis Alba. Es ist Teil der Gemeinde Gârda de Sus.

## Lage
Die Streusiedlung Ghețari befindet sich im Westen Siebenbürgens im Bihor-Gebirge. Sie liegt auf einem Bergplateau nördlich des Flusses Arieșul Mare. Die Kreishauptstadt Alba Iulia ist etwa 75 km südöstlich entfernt.

## Geschichte
Der Bergweiler existiert vermutlich seit dem Ende des 18. Jahrhunderts, wobei die Häuser wohl zunächst nur saisonweise genutzt wurden. Die ersten dauerhaft bewohnten Bauernhöfe entstanden vermutlich um 1860.

## Bevölkerung
Die 116 Einwohner des Ortes (Stand 2002) bezeichnen sich durchweg als Rumänen. Das Dorf wurde erst nach Ende des Zweiten Weltkrieges als eigene Einheit geführt; vorher war es inoffizieller Teil der Großgemeinden Râul Mare bzw. Scărișoara.

## Infrastruktur
Ghețari war bis 2013 auf steilen, unbefestigten Fahrwegen zu erreichen, die aus dem Tal des Arieșul Mare heraufführen. Öffentliche Verkehrsmittel berührten den Ort nicht. Seit dem Frühjahr 2013 wurde die Gemeinde, vor allem für den Besuch der Scarisoara Eishöhle, mit einer neuen, asphaltierten Straße an das allgemeine Straßennetz angeschlossen. Der Fremdenverkehr beruht überwiegend auf die Besucher der Eishöhle, jedoch ist die Hochfläche auch für den Wintersport/Langlaufen beliebt. Es besteht auch eine Verbindung über Wanderwege zur Padis Hochfläche. Im Sommer besteht auf der Hochfläche, bedingt durch den karstigen Untergrund, erheblicher Wassermangel.
Seit 1994 ist Ghețari mit Elektrizität versorgt. Wasser beziehen die Bewohner aus Brunnen.

## Sehenswürdigkeiten

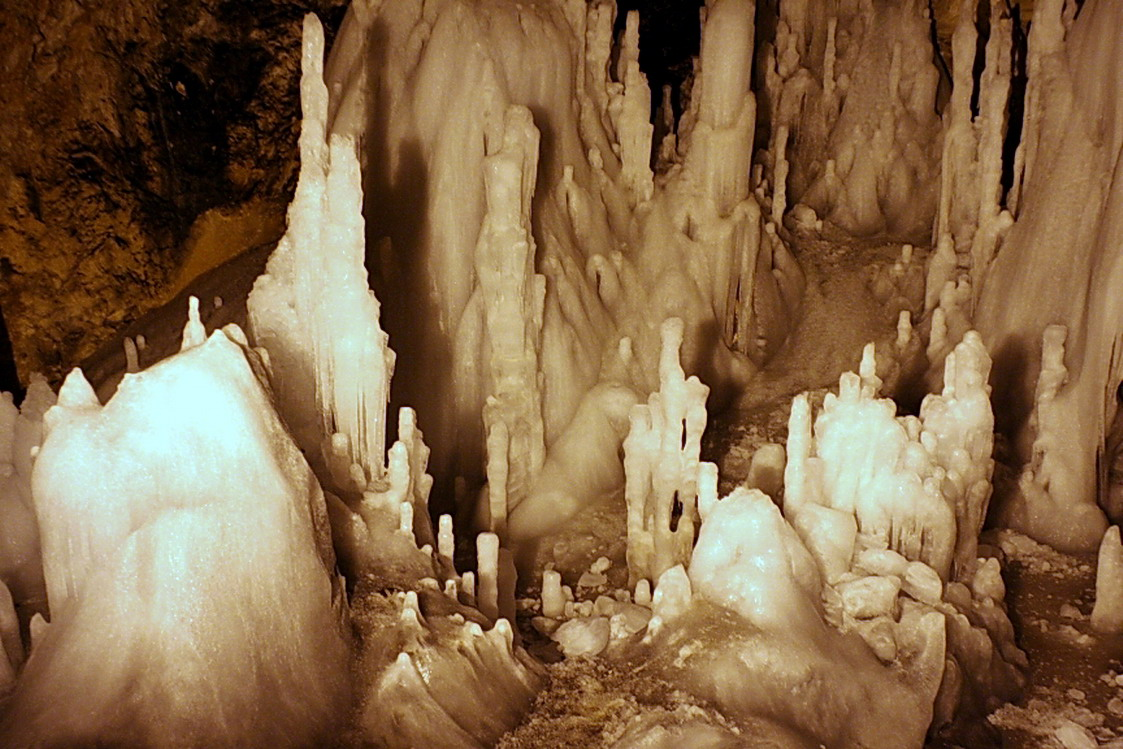
Eishöhle Peștera Scărișoara

Zentraler touristischer Anziehungspunkt ist die am Rande des Dorfes gelegene Eishöhle Peștera Scărișoara. Ghețari ist Ausgangsort für Wanderungen in das Bihor-Gebirge.

## Sonstiges
Ghețari – insbesondere seine wirtschaftlichen Verhältnisse und sein Entwicklungspotential – war in den Jahren um 2000 im Rahmen des „Proiect Apuseni“ Thema mehrerer Dissertationen und anderer Veröffentlichungen, die vom Institut für Landespflege der Albert-Ludwigs-Universität Freiburg begleitet und vom deutschen Bundesministerium für Bildung und Forschung finanziert wurden. Aus diesem Grund sind für das kleine Dorf eine Reihe wissenschaftlicher Arbeiten in deutscher Sprache verfügbar.